# DJ Deep
DJ Deep (* 2. Januar 1968 als Andreas Peine) ist ein deutscher Remixer und DJ aus Schermbeck. Er erreichte in den 1990er-Jahren Bekanntheit durch die sogenannten Deep Dance-Mixe.

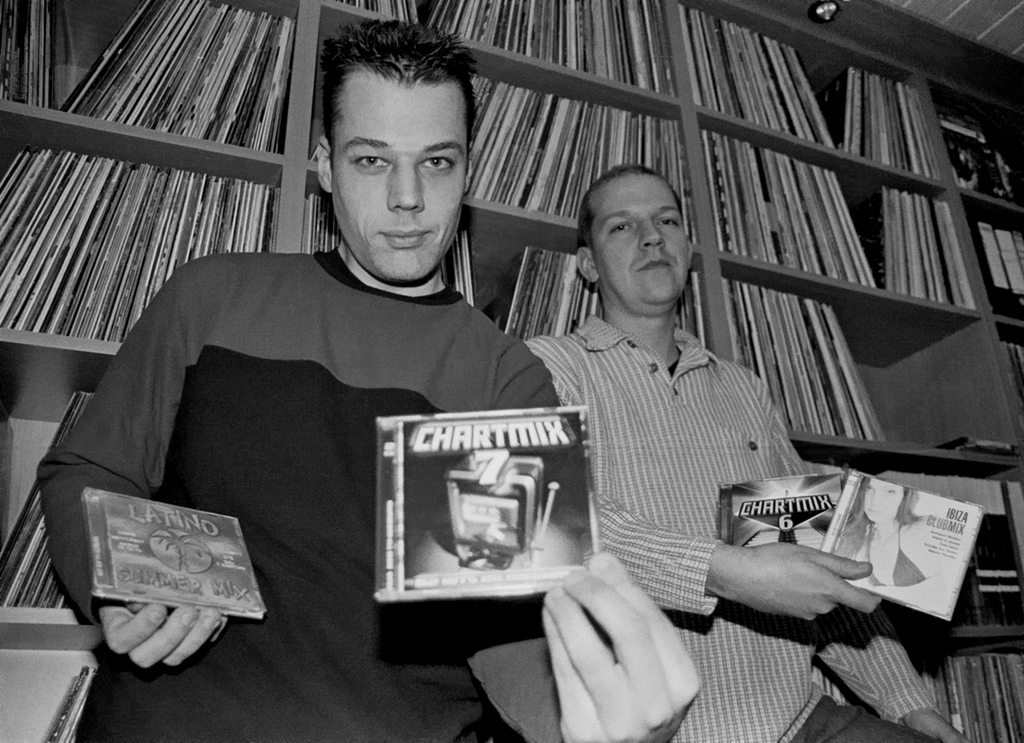
DJ Deep (rechts) neben Uwe Jagusch aka DJ Studio 33 (links).

## Deep Dance-Mixe
Andreas Peine begann seine musikalische Tätigkeit Ende der 1980er-Jahre als ein Hobby mit einem Doppelkassettendeck. Mixerfahrungen hatte er als DJ in der Diskothek Glaspalast in Dinslaken gesammelt. Er erweiterte später sein Tonstudio: Die 2-Spur- und später die 8-Spur-Revox-Tonbandmaschine wurden durch digitale Geräte ersetzt. Nun war auch das für den „Deep Mix“ charakteristische Keysampling möglich. DJ Deep wurde durch den niederländischen Remixer Ben Liebrand maßgeblich beeinflusst.
Zwischen Ende der 1980er-Jahre bis Mitte 2000 war DJ Deep verantwortlich für 66 Folgen der Deep Dance-Mixe (auch Deep Mix genannt), sogenannte Bootleg-Megamixe. Die teilweise illegal produzierten Mixe umfassten rund 70 Lieder pro CD. Jede der CDs begann mit einem Jingle, der sich zwar von CD zu CD veränderte, aber immer unverkennbar war.

CD Deep Dance Vol. 50 in einer silbernen, geprägten Blechdose

Er veröffentlichte 1997 den Mix Deep Dance 50, eine Art „Best of Deep“ (1987–1997), welcher sich über eine Million Mal verkaufte. Dieser wurde 2004 als Video-CD erneut veröffentlicht und mit Video-Sequenzen aus japanischen Anime-Filmen unterlegt (Deep Animix). Erfolgreich war auch die „Studio 33, 23rd Story, Single Top 100 1998“, ein Hybrid aller Lieder, die damals in den Charts vertreten waren.

### Illegalität
Die Illegalität der Mixe beruhte darauf, dass die Musiker keine Tantiemen für ihre Beteiligung erhielten, zum Beispiel keine für Deutschland gültigen GEMA-Gebühren. Der GEMA war Deep Dance seit 1993 aktenkundig. Befürworter argumentierten, dass viele Lieder durch diese Mixe der Öffentlichkeit erst bekannt wurden.
Gegen Ende der 1980er-Jahre wurden Tapes auf CDs gepresst. Durch die höheren Stückzahlen erfuhr die Deep Dance-Musik eine größere Verbreitung. Die CDs wurden ab 1992 auf Flohmärkten und in Plattenläden „unter dem Ladentisch“ zu einem Stückpreis von etwa 30 bis 50 Mark verkauft. Die GEMA rechnete allein bei der Deep-Dance-Serie mit einem geschätzten wirtschaftlichen Schaden von etwa 150.000 Mark pro Jahr.
Das Landgericht Essen verurteilte die Beteiligten wegen Steuerverkürzung und gewerbsmäßigen Herstellens illegaler Tonträger zu Bewährungsstrafen. Für die Vertreiber gab es auch Haftstrafen. Andreas Peine und Uwe Jagusch erhielten eine Geldstrafe.
Die Produktion von Bootlegs fand am 5. Juni 2000 gänzlich ein Ende, als 32 Beteiligte, die mit dem Vertrieb und der Herstellung zu tun hatten, bei über 50 Hausdurchsuchungen im Ruhrgebiet festgenommen wurden. Dabei waren über 200 Polizeibeamte im Einsatz. Auch bei den Betreibern der Fan-Website „www.deepdance.de“ fand eine Hausdurchsuchung statt. Die Fahnder hegten den Verdacht, dass über ein Newsletter-Anmeldeformular Bestellungen aufgenommen werden konnten.
Die „Deep Dance Serie“ wird seit 2000 illegal von Nachahmern (beginnend bei Deep Dance Vol. 67) und Trittbrettfahrern weiter fortgesetzt.

## Legale Veröffentlichungen
DJ Deep veröffentlichte ab 1996 die sogenannten Dance-Tracks auf offiziellen frei verkäuflichen Deep Dances und erreichte damit Chart-Erfolge. Seit 2003 produziert er eine Serie mit jeweilig relevanten Dance-Hits, inzwischen (Stand: 30. Juli 2013) das 22. Doppel-Album dieser Serie (Deep Dance Vol. 22). Peine veröffentlichte auch den „SWG Chartmix“ sowie unter anderem den „Dj Deep Megamix Discofox“, „Dj Deep Megamix Partyhits“ und „Dj Deep Megamix Schlagerparty“. Um sich von Trittbrettfahrern abzugrenzen, setzt Peine in seinen Mixen neu produzierte Jingles ein.
Seit 2002 veröffentlicht Peine „Yearmix-Shows“, meist im Februar des darauffolgenden Jahres, ausschließlich im Webradio.
Bei Universal Music sind zudem unter anderem folgende legale Mixe erschienen:
- Eurodance Megamix '03 (2003)
- Italodance Megamix 2003 (2003)
- Discofox Megamix (2010)
- Schlagerparty Megamix (2013)
- Partyhits Megamix (2015)

## DJ

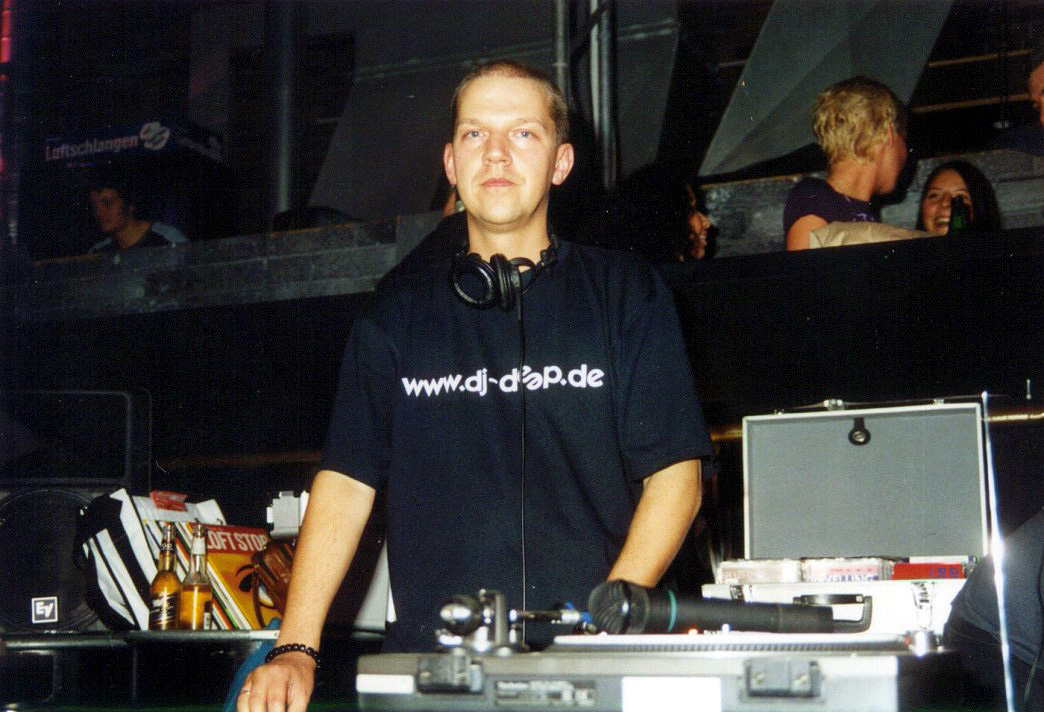
Andreas Peine im Soundgarden Duisburg, September 2001

Heute tritt Andreas Peine hin und wieder als DJ Deep mit „Deep Dance-Partys“ in Diskotheken auf. Dabei mischt er im Studio vorgemixte Sequenzen mit Liveeinlagen. Seine erste Party veranstaltete er am 16. September 2001 im Soundgarden in Duisburg.

## Diskographie

### Singles (Auszug)
- Eurodance Megamix 2003
- Italo Dance Megamix 2003

### Sampler (Auszug)
- Fetenmix 1–3
- Foxmix 1–2
- Der neue deutsche Welle Mix